# فانينو
فانينو (بالروسية: Ванино) هي مدينة في مقاطعة خاباروفسك كراي في روسيا.
يبلغ عدد سكانها حوالي 18,522 نسمة.

## توأمة
لفانينو اتفاقيات توأمة مع كل من:
- يوسو
- إشيكاري